# Konrad II (książę Meranii)
Konrad II (zm. 18 lutego 1159 pod Bergamo) – hrabia Dachau od 1139, książę Meranii od 1152/1153.

## Życiorys
Konrad był najstarszym synem hrabiego Dachau Konrada I i Willibirg z Grögling, córki hrabiego w Lurngau Udalszalka I. W sporach wewnątrzniemieckich był stronnikiem Hohenstaufów. Uczestniczył w wyprawie przeciwko Czechom z 1142 oraz w wyprawach włoskich Fryderyka I Barbarossy. W 1152 lub 1153 został nagrodzony tytułem księcia Meranii. Poległ podczas kolejnej wyprawy w Italii pod Bergamo.

## Rodzina
Konrad był dwukrotnie żonaty. Jego pierwszą żoną była Adelajda, córka hrabiego Limburgii i księcia Dolnej Lotaryngii Henryka I. Po śmierci Adelajdy poślubił Matyldę z Weyarn, córkę hrabiego Rudolfa I z Falkensteinu. Synem z drugiego małżeństwa był następca Konrada jako hrabia Dachau i książę Meranii Konrad III.